# معمل الزجاج (العراق)
معمل الزجاج المسمى رسمياً الشركة العامة للزجاج والحراريات هي مصنع عراقي حكومي لإنتاج الزجاج والحراريات والسيراميك، تأسس سنة 1971، بتكلفة 6,700,000 دينار، في مدينة الرمادي، تابع لوزارة الصناعة والمعادن، يبعد عن بغداد 80 كيلومتراً غرباً. بدأ إنتاج 9000 طن من الألواح الزجاجية والقناني، في مرحلة أولية في شهر شباط سنة 1972، وكان العمّال 1375 عاملاً، ثم بلغوا 5 آلاف موظف، وفي سنة 1978 كان المعمل يعتمد على الخامات المتواجدة في تلك المنطقة، وفي سنة 1979 بلغت السعة الإنتاجية 22700 طنّ من الزجاج،، ذكرَ مدير المعمل أن إنتاجَه كان "مصنفاً من أجود أنواع الزجاج"، وبعد معركة أم المعارك سنة 1991، وفرض الحصار الاقتصادي على كثير من المواد الأولية، اضطرت الحكومة إلى استيراد المواد بالعملة الصعبة، وإلى شراء حطام الزجاج المستعمل من المواطنين، فجمعت 2325 طنّاً بين شهر أيار وشهر آب، فاستطاع المعمل في سنة 1992 إنتاج 90% من ما كان ينتجه قبل الحرب، توقف المعمل منذ 2003، وينتسب إليه 2500 موظف، يحتوي المعمل على 3 مجمعات، مجمع زجاج ومجمع سيراميك ومجمع الحراريات، أصاب المعمل تخريب وإضرار من جراء سيطرة تنظيم الدولة الإسلامية عليه بعد معركة الرمادي، فأصابه تدمير في أغلب المعامل الإنتاجية. قال مدير الشركة، ناظمُ رضا حمد "هذه الشركة تعرضت إلى أعمال التخريب والتدمير بسبب دخول المجاميع الإرهابية إليها، ما أدى إلى تدمير أغلب المعامل الإنتاجية، ملاكات الشركة استطاعت حصر الأضرار وبالتالي تم درجها ضمن الملفات الاستثمارية، التي طرحت استناداً إلى تعليمات الوزارة"، يقع المصنع قريباً من صحراء الأنبار التي هي غنية بالمواد الأولية المحلية. ويستمد معمل الزجاج حاجته من الماء بأنابيب مباشرة من نهر الفرات القريب جداً. كما أُنشئ في الرمادي المعهد الفني لتدريب وتخريج الأُطر الوسطى في تكنلوجيا الزجاج. والمقصد من إنشائه كان أولاً: تأهيل الملاكات الفنية التي يتم تعيينها لأول مرة أو المراد تغيير طبيعة عملها، وثانياً: إقامة الدورات التدريبية الفنية والمالية والتجارية والإدارية المختلفة لمنتسبي الشركة. قال الخبير الاقتصادي عبد المجيد الانباري "معمل زجاج الرمادي يشكل استثماراً كبيراً للموارد الطبيعية المتوفرة في الأنبار...إن هذه المؤسسة الصناعية تنتج زجاجاً مستخرجاً من مدينة الرمادي الذي يعد من أنقى الزجاج في العالم.

## الموقع وبناؤه

المسافة بين الرمادي والرطبة 300 كيلومتر

صورة جوية لمدينة الرمادي في الستينات، وتظهر مدينة الرمادي شرق الفرات، ويظهر موقع معمل الزجاج قبل بنائه، حين كان بينه وبين الرمادي 7 كيلومترات، ويظهر جدول الورّار المتفرع من نهر الفرات

الزجاج الطبيعي مادة قديمة، ويُعدّ العراق من أقدم البلدان الصانعة للزجاج، إذ بدأت صناعته في العراق قبل أكثر من 3500 سنة، في العراق رصيد كبير من الرمال البيضاء النقية الملائمة لصناعة الزجاج، قال مهندسون إيطاليون إن تربة الأنبار من مناطق العالم الأغنى احتواءً على حمض السيليك، وكان العراق من الأقطار العربية القليلة التي بادرتْ إلى الاستفادة من رمال الزجاج، وكان من المخطط أن ينشأ معمل الزجاج في الرطبة وليس الرمادي، التي تبعد حوالي 300 کم من الرطبة، وتفضيل موقع الرمادي على الرطبة له عدة أسباب منها أن الرطبة تقع في وسط الصحراء الغربية، حيث يعسر الحصول على الماء، وصناعة الزجاج تتطلب ماءً كثيراً، فإنتاج الطن الواحد من الزجاج يتطلب 98000 لتر من الماء. ذكرت مجلة بغداد سنة 1967 أن جيولوجيين قاموا «بمسح منطقة وادي حوران في الرطبة وتبين أن هناك ما يقارب من 5 ملايين طن من الرمال الصالحة لصناعة الزجاج على عمق 10 أمتار». وفي سنة 1969، قال رئیس مهندسی مشروع معمل الزجاج إن المرحلة الأولى التي تشمل بناية إدارة المشروع والكراجات وأحواض الترسيب وسياج المعمل قد أُنجزت حاليا وإن المرحلة الثانية التي تشمل خزانات الوقود وبرج التبريد ومحلات صنع عجينة الزجاج قد اكمل 60٪ منها في الوقت الحاضر، وبدأ العمل بالمرحلة الثالثة. اُستعينَ على بناء المعمل بفريق من 60 خبيراً روسياً، درّبوا كوادر عراقية للعمل فيه وإدارته. وذكرت مجلة معهد كاليفورنيا للدراسات الدولية أن العراق لن يحتاج بعدئذٍ إلى استيراد الزجاج. وفي سنة 1987م، رسا عقد توسعة للمعمل إلى مقاولين بلجيكيين، فازداد الإنتاج وتنوّعت المنتجات. وفي أثناء فرض الحصار الاقتصادي على العراق، ذكرت مجلة «صناعة الزجاج Glass industry» أن فريقاً روسياً توجّهَ إلى معمل الزجاج سعياً إلى تحديثه وتوسعته.

### تشغيل وإنشاء
في يوم 18 آذار سنة 2021، أُبرمَت عقود استثمارية بين معمل الزجاج وشركات روسية لتأهيل وتشغيل معامل الشركة وإنشاء معامل جديدة.

### الرمادي غرب الفرات
كانت مدينة الرمادي مقتصرة على الجانب الشرقي من الفرات، ولمّا أنشئ معمل الزجاج غربيّ الفرات، بعيداً بمسافة 7 كيلومترات، بدأ في السبعينات النمو العمراني بالقرب من المصنع، ثم ازدادت المنطقة نمواً بعد إنشاء جامعة الأنبار. تُسمى المنطقة التي فيها معمل الزجاج بنفس الاسم منطقة معمل الزجاج، وفقاً للتسمية البلدية، وهي منطقة صناعية.